# Таймыр (озеро)
Таймы́р (Таймы́рское о́зеро) — озеро на полуострове Таймыр в Красноярском крае России, входит в состав Таймырского заповедника. Площадь озера составляет 4560 км², что делает его четвёртым по площади пресным озером в России и вторым (после Байкала) — в азиатской части страны. Из озера вытекает река Нижняя Таймыра. Объём воды — 12,8 км³.
Постоянных населённых пунктов нет, на озере располагается недействующая метеорологическая станция.

## Физико-географическая характеристика

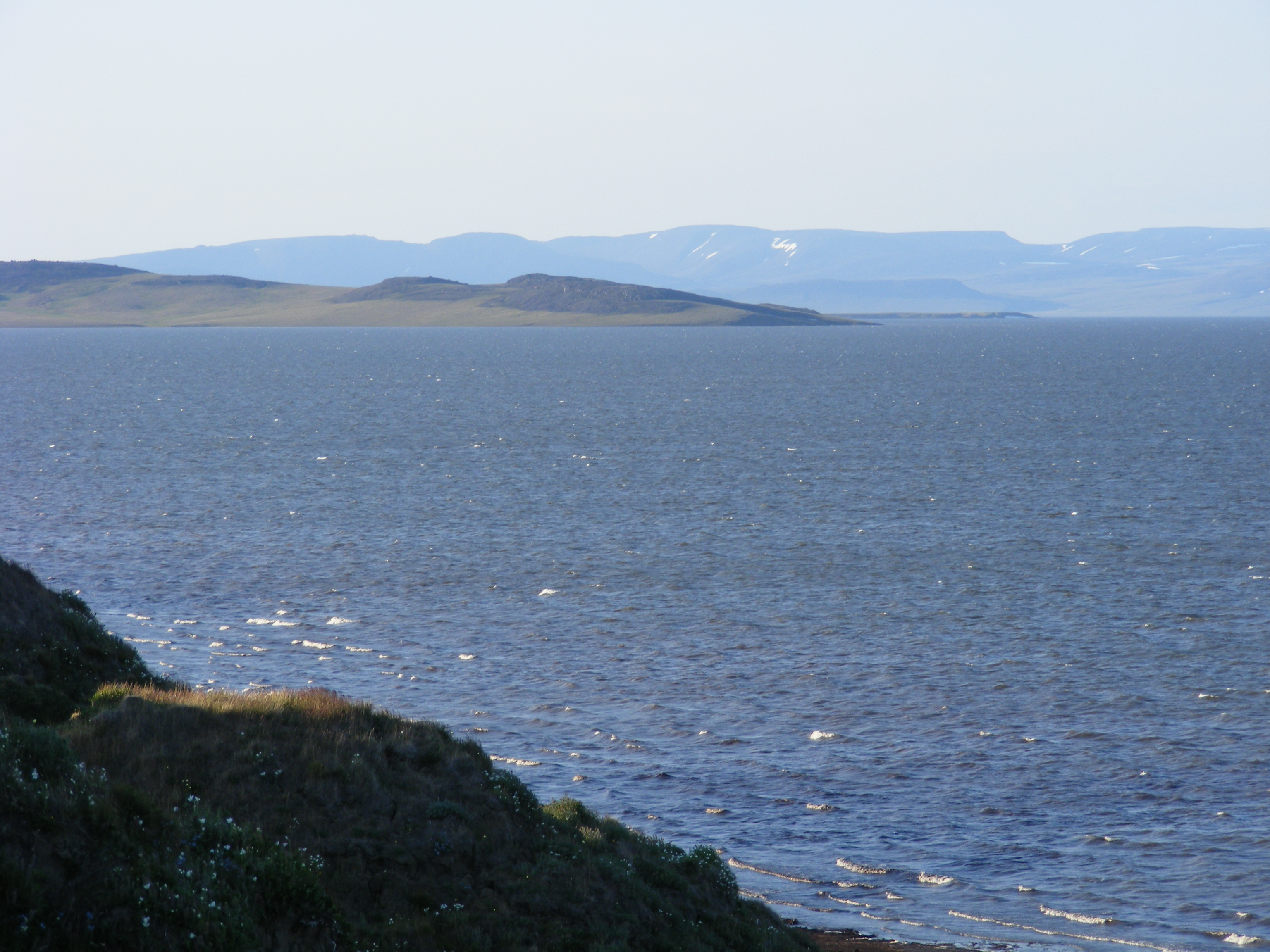
Озеро Таймыр, вид с мыса Саблера, июль 2009

Находится далеко за полярным кругом, у подножия гор Бырранга. Побережье сильно изрезано мелководными заливами и бухтами. Пологий южный берег сложен рыхлыми отложениями четвертичного периода. Северный берег, с выходами более старых коренных пород, резко поднимается к предгорьям хребта Бырранга, с которого в озеро Таймыр впадают многочисленные притоки. Некоторые из рек начинаются из горных озёр, таких как озеро Левинсон-Лессинг. В западной части много каменистых островов, в восточной части располагается песчаный остров Соколова-Микитова.
Район озера расположен в климатической зоне тундр, повсеместного распространения вечной мерзлоты. Среднегодовая температура воздуха в районе составляет −13,4 °C, средняя температура наиболее теплого месяца июля — +12,3 °C. Температура воды в озере в августе +8 °C, зимой — чуть выше 0 °C.
Для озера характерен подъём уровня с начала лета до августа с последующим его понижением до следующей весны, в ходе которого теряется до 75 % объёма воды. Изменение уровня в течение года приводит к значительному изменению площади зеркала — на 30-50 %. Среднегодовой уровень воды составляет 6 м, однако его сезонное снижение может достигать высоты 1,5 м над уровнем моря, а площадь озера — сокращаться до 1200 км². Потому как в осенне-зимний период происходит разделение озера на несколько отдельных водоёмов до начала ледообразования в октябре, то озеро может считаться сезонным и, так как в начале июня происходит быстрое увеличение его площади и формирование единого водоёма, то в своей большей части оно оказывается непокрытым льдом за два месяца до оттаивания водоёмов вокруг. Последнее обстоятельство способствует более быстрому летнему прогреву озера и окружающей местности.
Постоянные части озера покрыты льдом с конца сентября до июля, средняя продолжительность свободного от льда периода — 73 дня. До 84 % всего озера промерзает до дна зимой, в том числе до 25 % его постоянной акватории. Небольшая глубина и падение уровня воды в среднем на 5,9 м за зимний период приводят к деформации ледяного покрова и трещинообразованию. Толщина льда достигает 2-3 м, образование трещин с последующим падением льдин сопровождается сильным треском и шумом.
Несмотря на большое количество осадков зимой, формированию значительного снежного покрова препятствуют сильные ветра и равнинная местность. Летом часты шторма, во время которых происходит сильное замутнение воды по причине малой глубины озера.

## Экосистема озера
В Таймыре водятся арктические виды рыб — сиг, муксун, голец и другие. В озере отсутствуют представители высшей водной флоры, пищевая цепочка водных животных базируется на фитопланктоне. За зимний период в воде падает количество растворенного кислорода, поскольку летом сюда сносится много органических веществ. Перегнивание осадков делает область самой глубокой котловины недоступной для рыб.
Фауна озера исследовалась на предмет адаптации обитающих в нём видов и возможности их переселения в сибирские водохранилища, которые также отличаются значительными изменениями уровня в течение года. В основном в озере представлена флора и фауна морского водного комплекса живых организмов, также имеются виды, характерные для Байкала. Появление первых видов объясняют сообщением озера с морем посредством Нижней Таймыры и изменениями уровня мирового океана в различные исторические периоды. Наличие представителей байкальской экосистемы объясняется ледниковыми периодами, в течение которых гидрологический режим региона сильно менялся с образованием крупных ледниковых озёр на севере Азии.
Острова Таймыра являются местом гнездования перелётных птиц — краснозобых казарок, гусей и прочих.

## Реки Верхняя и Нижняя Таймыра

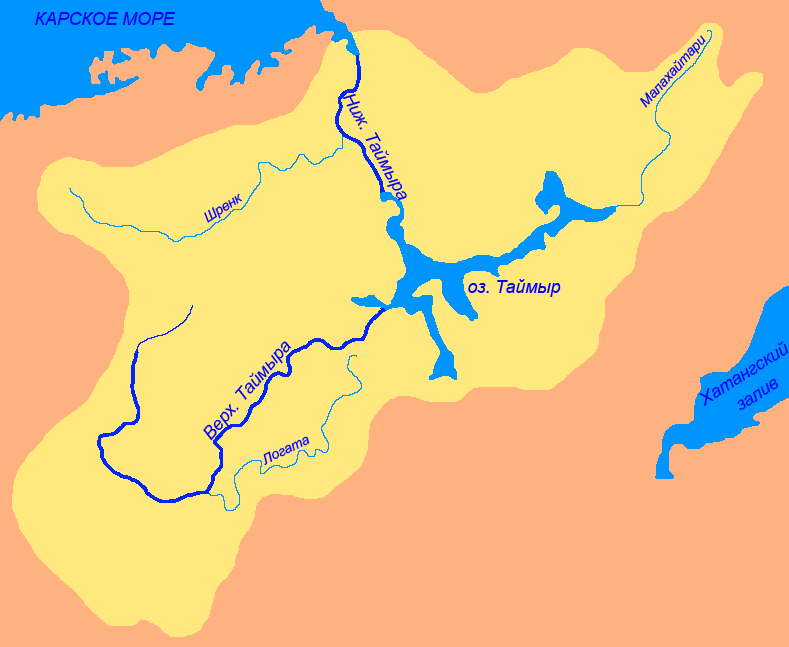
Бассейн реки Таймыра

Через Таймыр протекает река Таймыра. Выше впадения в озеро она называется Верхней Таймырой, а по выходе из него — Нижней Таймырой. Озеро играет регулирующую роль в водном режиме нижнего течения реки. В период таяния льдов отток воды из озера через Нижнюю Таймыру сдерживается заторами льда. После очистки русла происходит быстрое снижение уровня воды в озере, которое продолжается меньшими темпами вплоть до следующей весны. Возникающие заторы с начала лета в основном формируются донным льдом вдоль стока воды, потому как падение уровня всегда происходит в первую неделю августа при уже совершенно свободном ото льда русле реки и при отсутствии плавающего льда в море к северу. Так, в 1996 году подъём уровня озера до 27 июля сменился быстрым его падением на 70 см за период с 27 июля по 7 августа, что с учётом предшествующего притока в озеро соответствует увеличению расхода Нижней Таймыры на 5000—6000 м³/с за сутки. Данный водный режим Нижней Таймыры свойственен и другим рекам севера Таймырского полуострова. Например, бухта Гафнер-Фьорд в устье реки Ленинградской имеет динамику уровня, схожую с сезонными изменениями озера Таймыр. Таким образом, блокирование близлежащих акваторий весной происходит из-за переохлажденного состояния морской воды, которая при обычной солености имеет точку замерзания -1,91°C. Весеннее поступление пресной воды в переохлажденную морскую воду приводит к ее постепенному опреснению и замерзанию, что и приводит к сдерживанию стока рек. В более южных районах полуострова это явление происходит раньше. Блокирование стока Пясины со стороны моря и подтапливание её речной дельты заканчивается в июне.

## Эрозия гор Бырранга
Рельеф южной равнинной местности позволяет подъём до 50 м над уровнем моря, что имело место в эпохи оледенений. Совокупность таких факторов, как большой геологический возраст хребта Бырранга, значительные сезонные, годовые и вековые изменения уровня озера, большие изменения температуры воздуха в течение года приводит к быстрому разрушению скал северного побережья, которые подверглись значительной эрозии и очень часто неустойчивы. В летний период в этом районе озера часты камнепады и осыпи.
В ходе исследований экспедиции Н. Н. Урванцева в начале XX века были также найдены свидетельства того, что уровень озера снизился на метр за период 1854—1930 гг., что можно объяснить быстрой эрозией речной долины Нижней Таймыры. Исторически этот интервал времени совпадает с периодом потепления в Арктике первой половины XX века и с усилением влияния теплого течения Гольфстрим.